# Bernhard Romberg (Cellist)

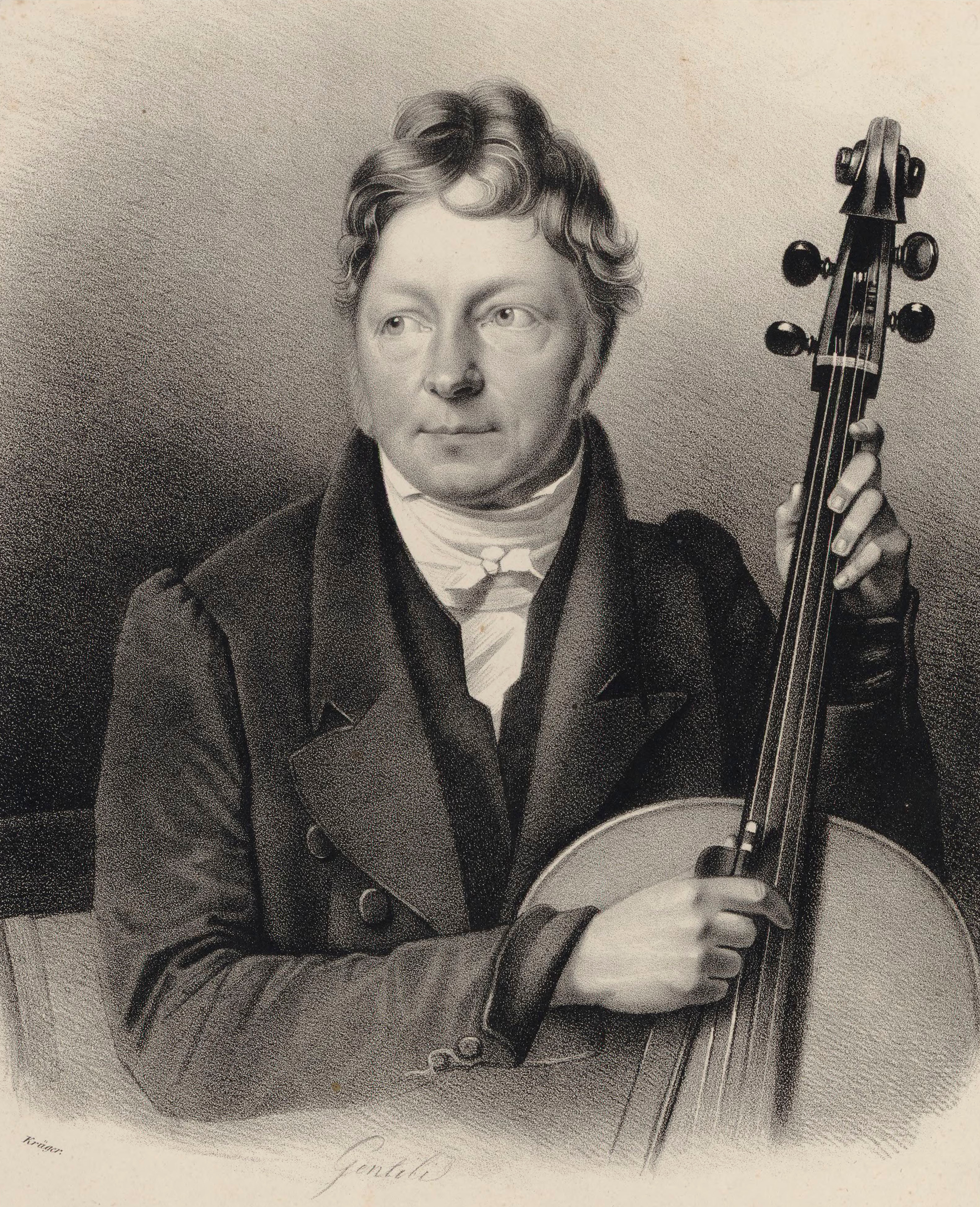
Bernhard Heinrich Romberg 1767–1841, Stich von Angelo Gentili nach Zeichnung von Franz Krüger

Bernhard Heinrich Romberg (* 11./12. November 1767 in Dinklage; † 13. August 1841 in Hamburg) war ein deutscher Cellist und Komponist.
Als eines der bedeutendsten Mitglieder der Musikerfamilie Romberg machte sich Bernhard Romberg auf seinen Konzertreisen durch ganz Europa als Cellovirtuose und Komponist einen Namen. Seine Schule für Violoncello zählt noch heute zur Standardliteratur für den Cellounterricht.

## Leben
Bernhard Romberg wurde am 11. oder 12. November 1767 in Dinklage als Sohn des Fagottisten Bernhard Anton Romberg in eine Musikerfamilie geboren. Er verbrachte seine Jugend in Münster und begann schon in jungen Jahren eine Ausbildung als Cellist.
Es ist nicht eindeutig geklärt, von wem Romberg Unterricht im Violoncellospiel erhielt, unterschiedliche Quellen nennen den deutschen Cellisten Johann Konrad Schlick, den Wiener Cellisten Franz Marteau oder Bernhard Rombergs eigenen Vater, der auch Cello spielte. Es ist auch möglich, dass Romberg von einem Violinisten unterrichtet wurde, da sein späteres Cellospiel für die Violine typische Elemente enthielt.
Zusammen mit seinem etwa gleichaltrigen Cousin Andreas Romberg (1767–1821), der Violine spielte, trat Bernhard Romberg schon im Alter von sieben Jahren in Münster vor Publikum auf. In den folgenden Jahren unternahmen die beiden einige Konzertreisen durch Europa, wurden dabei jedoch fälschlich als „die jüngeren Brüder Romberg“ bezeichnet. 1776 besuchten sie die Niederlande, 1782 Frankfurt am Main und 1784 und 1785 Paris. Der französische Musiker François-André Danican Philidor war von den Vettern beeindruckt und stellte sie dem herausragenden Violinisten Giovanni Battista Viotti vor. In Paris lernte Bernhard Romberg die Werke Haydns und die Opern Glucks kennen.
Aufgrund ihrer erfolgreichen Auftritte in Pariser Salons wurden die Vettern 1785 für das Concert Spirituel engagiert.
In Münster widmete sich Bernhard Romberg weiter intensiv dem Cellospiel. Zusammen mit seinem Cousin Andreas spielte er in der Hofkapelle in Münster. Dort schloss er sich der Freimaurerloge „Zu den drei Balken“ an. 1790 wechselten sie in die Kurkölnische Hofkapelle in Bonn. Dort trafen die Vettern auf viele bekannte Musiker, darunter Christian Gottlob Neefe (mit dem sie seit 1782 bekannt waren), Ludwig van Beethoven, den Geiger Franz Anton Ries (dessen Sohn Ferdinand von Bernhard Cellounterricht erhielt) und den tschechischen Cellisten Joseph Reicha mitsamt seinem Neffen Anton. Für die Anekdote, Beethoven habe Romberg die Komposition und Widmung eines Cellokonzertes angeboten und Romberg habe erwidert, er spiele ausschließlich eigene Werke, gibt es keinen Beleg.

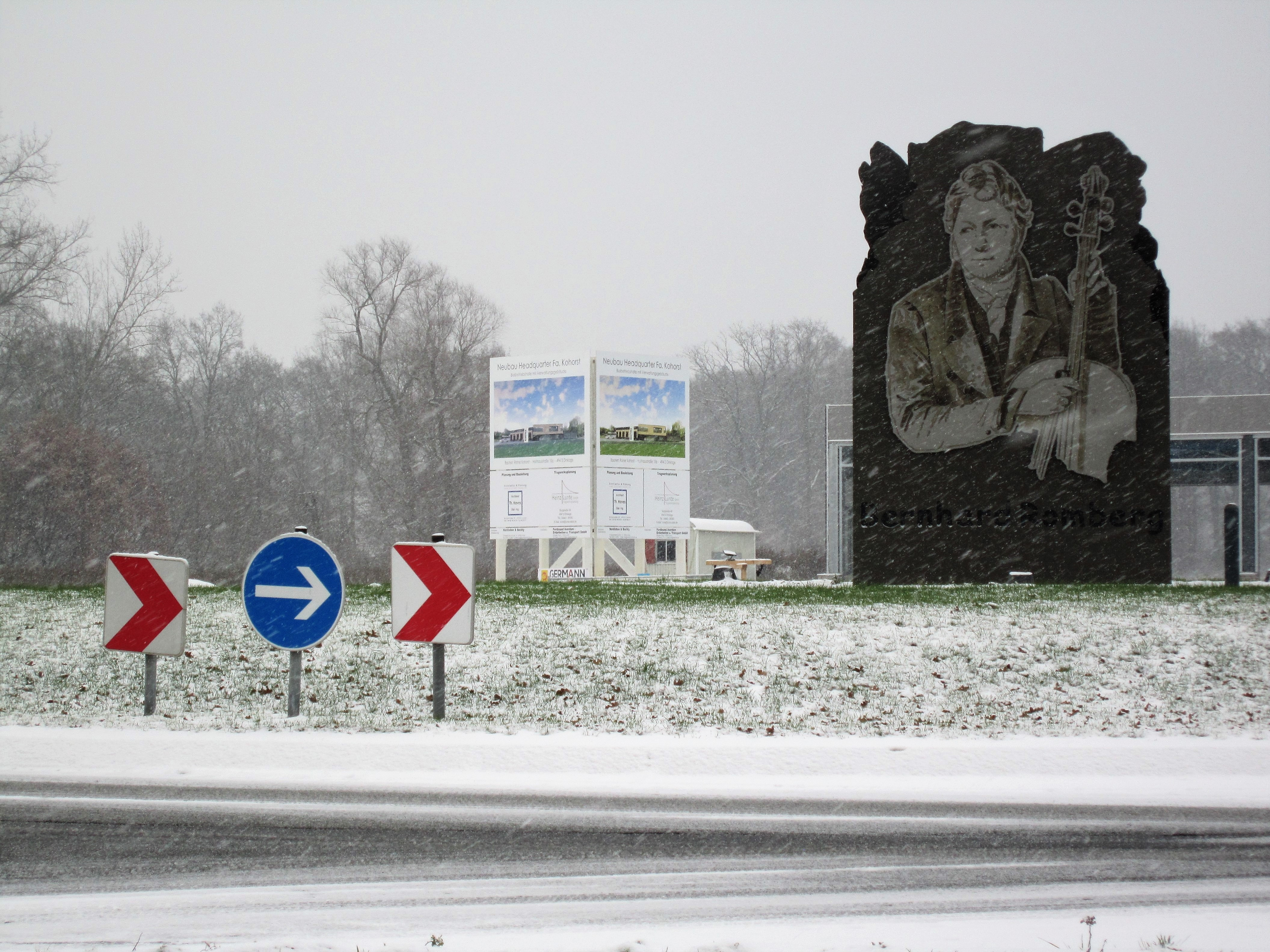
Ehrung Rombergs in Form von Kreiselkunst im Norden Dinklages

Zusammen mit Franz Anton Ries (Violine) und Ludwig van Beethoven (Bratsche) traten die beiden Rombergs als Quartett auf. Im Jahr 1799 trennten sich ihre Wege. Bernhard Romberg ging auf Konzertreise nach Spanien, dozierte am Konservatorium in Paris und wurde Mitglied der Königlichen Kapelle in Berlin.
1820 zog Bernhard Romberg nach Hamburg, wo er bis zu seinem Tod am 13. August 1841 wohnte. Im Hamburger Stadtteil Eimsbüttel ist nach der Musikerfamilie die Rombergstraße benannt worden.
Zu Ehren Rombergs wurden in der Geburtsstadt des Musikers in der Mitte des Kreisels Dinklager Ring / Märschendorfer Straße drei Abbildungen Rombergs aufgestellt (siehe Foto rechts).

## Zeugnisse von Zeitgenossen
Über Rombergs Konzert am 3. November 1804 in Hamburg schreibt Carl Ludwig Costenoble in seinem Tagebuch:

„Am 3ten schenkten uns Gleys Billets, um in das Conzert zu gehen, was der große Violoncellist Bernhard Romberg gab. Es ist eine rechte Seelenlust, diesen Virtuosen anzuhören – wie er mit aller Sicherheit, ohne Notenblatt vor sich zu haben, wie ein Monarch über die Göttertöne gebietet, die er seinem Instrumente bald abzutrozen bald abzuschmeicheln scheint, wie es dem Herrscher eben gut dünkt.“

1805 schreibt Costenoble:

„Am 16ten [November 1805] schenckte uns Musikdirektor Hönicke Billetts für ein Conzert, welches die berühmten Virtuosen: Bernhard und Andreas Romberg im Apollosaal gaben. Der französische Sänger Demarthe, sein Kollege Cadet, und unser Schäfer füllten die Lücken aus, während die Virtuosen sich erholten. Was ist Andreas für ein Geiger – und wer kann diesen Bernhard hören, ohne sich im Himmel der Tonkunst zu wähnen?“

In seinen Memoiren schreibt Anton Gräffer 1822:

„Ich hörte Bernhard Romberg und sah an ihm den ersten Virtuosen, welcher ohne Notenpart die Concerte auswendig vortrug. Er pflegte seine Augen nie auf das Cello, sondern aufwärts oder mit freundlich lächelnder Miene gegen das Publicum zu richten, und nicht, wie Manche so tief vorgebeugt arbeiten, daß man in Angst geräth, sie purzeln vom Stuhle herab, um ihr Instrument auf den Boden noch zu umarmen.“

## Werk
Über das Cellospiel hinaus war Bernhard Romberg Komponist von Opern, Sinfonien und kammermusikalischen Werken. Er verfasste eine bedeutende Celloschule;
sie erschien 1840 und zählt bis heute zur Standardliteratur im Cellounterricht.
Seine Sinfonien 1 bis 3 wurden 2007 erstmals eingespielt; 2008 erschien beim Musiklabel Ars eine CD (genauer: SACD) :
- Trauersinfonie auf den Tod der Königin Luise von Preußen c-moll op. 23
- Sinfonie Nr. 2 Es-Dur op. 28
- Sinfonie Nr. 3 C-Dur op. 53
- Flötenkonzert h-Moll op. 17